# Sandro Sukno
Sandro Sukno, född 30 juni 1990 i Dubrovnik, är en kroatisk vattenpolospelare. Han ingick i Kroatiens landslag vid olympiska sommarspelen 2012 och 2016.
Sukno tog OS-guld i herrarnas vattenpoloturnering i London. Hans målsaldo i turneringen var fjorton mål. EM-guld blev det 2010 på hemmaplan i Zagreb.